# Chế độ nô lệ trong thế kỷ 21
Chế độ nô lệ đương đại, còn được gọi là chế độ nô lệ hiện đại hoặc chế độ nô lệ mới, đề cập đến chế độ nô lệ tiếp tục xảy ra trong xã hội ngày nay. Ước tính số lượng nô lệ ngày nay dao động từ khoảng 21 triệu  đến 46 triệu, tùy thuộc vào phương pháp được sử dụng để hình thành ước tính và định nghĩa về chế độ nô lệ được sử dụng. Số lượng nô lệ ước tính được tranh luận, vì không có định nghĩa chung về chế độ nô lệ hiện đại; những người trong chế độ nô lệ thường khó xác định và thống kê đầy đủ thường không có sẵn. Tổ chức Lao động Quốc tế  ước tính rằng, theo định nghĩa của họ, hơn 40 triệu người đang ở một dạng nô lệ ngày nay. 24,9 triệu người đang bị cưỡng bức lao động, trong đó 16 triệu người bị bóc lột trong khu vực tư nhân như công việc trong nhà, xây dựng hoặc nông nghiệp; 4,8 triệu người bị cưỡng bức bóc lột tình dục, và 4 triệu người bị cưỡng bức lao động do cơ quan nhà nước áp đặt. 15,4 triệu người đang trong hôn nhân cưỡng bức.

## Định nghĩa
Văn phòng giám sát và chống buôn bán người trong cơ quan của Bộ Ngoại giao Hoa Kỳ nói rằng "'  nô lệ hiện đại', và ' buôn người ' đã được sử dụng như một thuật ngữ chung cho hành vi tuyển dụng, chứa chấp, vận chuyển, cung cấp hoặc có được một người cho các hành vi cưỡng bức lao động hoặc thương mại thông qua việc sử dụng vũ lực, lừa đảo hoặc ép buộc". Bên cạnh đó, một số thuật ngữ khác nhau được sử dụng trong Đạo luật chống nạn buôn bán và bạo lực lên các nạn nhân cấp liên bang Hoa Kỳ năm 2000 và Nghị định thư của Liên Hợp Quốc về ngăn chặn, đàn áp và trừng phạt nạn buôn người, đặc biệt là phụ nữ và trẻ em, bao gồm cả "nô lệ không tự nguyện", " chế độ nô lệ "hoặc" thực hành tương tự như chế độ nô lệ "," ràng buộc do nợ nần" và "lao động cưỡng bức".
Theo giáo sư người Mỹ Kevin Bales, đồng sáng lập và cựu chủ tịch của tổ chức phi chính phủ và nhóm vận động Free the Slaves, chế độ nô lệ hiện đại xảy ra "khi một người nằm dưới sự kiểm soát của một người khác áp dụng bạo lực và vũ lực để duy trì sự kiểm soát đó, và mục tiêu của sự kiểm soát đó là khai thác lợi dụng". Tác động của chế độ nô lệ được mở rộng khi nhắm vào các nhóm dễ bị tổn thương như trẻ em. Theo định nghĩa này, nghiên cứu từ Walk Free Foundation dựa trên Chỉ số nô lệ toàn cầu 2018 của nó ước tính rằng có khoảng 40,3 triệu nô lệ trên khắp thế giới. Trong một ước tính khác cho thấy con số khoảng 45,8 triệu, ước tính có khoảng 10 triệu nô lệ đương thời này là trẻ em. Bales cảnh báo rằng, vì chế độ nô lệ chính thức bị bãi bỏ ở khắp mọi nơi, nên việc thực hành là bất hợp pháp, và do đó ẩn giấu nhiều hơn với công chúng và chính quyền. Điều này làm cho không thể có được số liệu chính xác từ các nguồn chính. Điều tốt nhất có thể được thực hiện là ước tính dựa trên các nguồn thứ cấp, chẳng hạn như điều tra của Liên Hợp Quốc, bài báo, báo cáo của chính phủ và số liệu từ các tổ chức phi chính phủ.  Chế độ nô lệ hiện đại vẫn tồn tại vì nhiều lý do tương tự mà các biến thể cũ đã làm: đó là một thực tế có lợi về mặt kinh tế bất chấp những lo ngại về đạo đức. Vấn đề đã có thể leo thang trong những năm gần đây do việc thay nô lệ trở nên dễ dàng và thực tế là chi phí của nô lệ đã giảm đáng kể.

## Nguyên nhân
Vì chế độ nô lệ đã chính thức bị bãi bỏ, nô lệ không còn xoay quanh quyền sở hữu hợp pháp, mà xoay quanh sự kiểm soát bất hợp pháp. Hai thay đổi cơ bản là tránh xa việc mua lao động nô lệ và sự tồn tại của nô lệ như là một phạm trù việc làm. Trong khi các số liệu thống kê cho thấy 'thị trường' cho lao động bóc lột đang bùng nổ, quan niệm rằng con người được bán và mua có chủ đích từ một nhóm hiện có đã lỗi thời. Trong khi các giao dịch cơ bản như vậy vẫn xảy ra, trong trường hợp đương đại, con người bị mắc kẹt trong các điều kiện giống như nô lệ theo nhiều cách khác nhau.
Chế độ nô lệ hiện đại thường được xem là sản phẩm phụ của nghèo đói. Ở các quốc gia thiếu giáo dục, nhà nước pháp quyền, vô chính phủ và cấu trúc xã hội nghèo nàn có thể tạo ra một môi trường thúc đẩy sự chấp nhận và truyền bá chế độ nô lệ. Chế độ nô lệ phổ biến nhất ở các nước nghèo và những người có cộng đồng thiểu số dễ bị tổn thương, mặc dù nó cũng tồn tại ở các nước phát triển. Hàng chục ngàn người trong điều kiện giống như nô lệ trong các ngành công nghiệp như khai thác, canh tác và nhà máy, sản xuất hàng hóa để tiêu thụ nội địa hoặc xuất khẩu sang các quốc gia thịnh vượng hơn.
Trong hình thức nô lệ cũ hơn, chủ sở hữu nô lệ đã chi nhiều hơn cho việc có được nô lệ. Việc loại bỏ nô lệ là khó khăn hơn. Chi phí để giữ cho các nô lệ khỏe mạnh được coi là một khoản đầu tư tốt hơn so với việc lấy một nô lệ khác để thay thế chúng. Trong chế độ nô lệ hiện đại, người ta dễ dàng có được mức giá thấp hơn nên việc thay thế nô lệ khi những người khai thác nô lệ gặp vấn đề trở nên dễ dàng hơn. Các nô lệ sau đó được sử dụng trong các khu vực nơi họ có thể dễ dàng bị che giấu trong khi cũng tạo ra lợi nhuận cho người khai thác. Nô lệ hấp dẫn hơn cho các công việc khó chịu, và ít hơn cho các công việc dễ chịu.
Chế độ nô lệ hiện đại có thể mang lại lợi nhuận khá cao  và các chính phủ tham nhũng ngầm cho phép điều đó, mặc dù nó bị đặt ra ngoài vòng pháp luật quốc tế như Công ước bổ sung về bãi bỏ chế độ nô lệ và luật pháp địa phương. Tổng doanh thu hàng năm của những kẻ buôn người được ước tính trong năm 2014 lên tới hơn 150 tỷ đô la, mặc dù lợi nhuận thấp hơn đáng kể. Nô lệ Mỹ năm 1809 đã được bán với giá tương đương 40.000 đô la Mỹ tiền ngày nay. Ngày nay, một nô lệ có thể được mua với giá 90 đô la.
Kevin Bales đã từng nói trong một bài nói chuyện trên TED, "Đây là một tội ác kinh tế, con người không bắt người khác làm nô lệ để đối xử tồi tệ với họ; họ làm điều đó để kiếm lợi nhuận".